# Station Ehlershausen
Station Ehlershausen (Bahnhof Ehlershausen) is een spoorwegstation in de Duitse plaats Ehlershausen, in de deelstaat Nedersaksen. Het station ligt aan de spoorlijn Lehrte - Cuxhaven.

## Indeling
Het station heeft twee zijperrons, in bajonetligging, welke niet zijn overkapt maar voorzien van abri's. De perrons zijn verbonden via een overweg in de straat Ramlinger Straße. Rondom het station zijn er diverse parkeerterreinen en fietsenstallingen. In de straat Bussardweg bevindt zich de bushalte van het station. Ten oosten van het noordelijke perron staat het stationsgebouw van Ehlershausen, maar deze wordt als dusdanig niet meer gebruikt.

## Verbindingen
Het station is onderdeel van de S-Bahn van Hannover, die wordt geëxploiteerd door DB Regio Nord. De volgende treinseries doen het station Ehlershausen aan:
| Serie | Treinsoort             | Route                                        | Bijzonderheden |
| ----- | ---------------------- | -------------------------------------------- | -------------- |
| S6    | S-Bahn (DB Regio Nord) | Hannover Hbf – Ehlershausen – Celle          |                |
| S7    | S-Bahn (DB Regio Nord) | Hannover Hbf – Lehrte – Ehlershausen – Celle |                |

Hamburg-Harburg ·
Meckelfeld ·
Maschen · 
Stelle ·
Ashausen ·
Winsen (Luhe) ·
Radbruch ·
Bardowick ·
Bardowick ·
Lüneburg ·
Bienenbüttel ·
Bad Bevensen ·
Emmendorf ·
Uelzen ·
Suderburg ·
Unterlüß ·
Eschede ·
Celle ·
Ehlershausen ·
Otze ·
Burgdorf (Han) ·
Aligse ·
Lehrte ·